# Qian Dong
Qian Dong ou Ch'ien Tung ou Ts'ien Tong (錢東), surnom : Donggao (東皋), nom de pinceau : Xiuhai (袖海) et Yuyusheng (玉魚生) est un peintre chinois des XVIIIe et XIXe siècles, originaire de Hangzhou (capitale de la province chinoise du Zhejiang). Ses dates de naissance et de décès ne sont pas connues, on sait qu'il est actif entre 1770 et 1820.

## Biographie
Qian Dong vit est travaille à Yangzhou (ville du centre de la province du Jiangsu).
Il peint des fleurs dans le style de Yun Shouping ainsi que des paysages dans celui de Wen Zhengming.
Il laisse plusieurs œuvres signées, ce qui permet de connaître, approximativement, sa période d'activité.